# FA女子プレミアリーグ・サウザンディヴィジョン
FA 女子ナショナルリーグ・サウス（FA Women's National League South）は、イングランドサッカー協会が主催する女子サッカーのピラミッド構造のひとつ。最上位からFA WSL、FA女子選手権と続き、このディヴィジョンはFA女子ナショナルリーグ・ノースディヴィジョンとともに第3位に位置する。後者2つのディヴィジョンは、FA女子ナショナルリーグを構成する。

## 名称の変遷
2018-19シーズン以前は「女子プレミアリーグ・サザンディヴィジョン」（英: FA Woman's Premier League Southern Division）と呼ばれた。

## 昇格・降格
このリーグはホームとアウェーで同じ対戦相手と2回、試合を行う。得点はサッカーの標準方式で加算していく。最下位と次点の合計2クラブは降格の対象で、また本拠地により分類されることから、ディヴィジョン・ワンのサウスイーストと同サウスウェストから1クラブずつ格付け更新が行われる。
サザンディヴィジョンに優勝すると女子ナショナルリーグカップならびにFA女子カップへの出場権を手に入れる。

## 所属クラブ
2021-2022年シーズンの所属クラブ。以下、「D1」はイングランド地域リーグの「ディストリクト・ワン」を指す。
| \| クラブ \| 本拠地 \| 順位 2020–21（英語版） \| \| ---------------------------------------- \| ---------------------------------------------------------------------- \| ------------------------------------- \| \| ブリッジウォーター・ユナイテッド（英語） \| ブリッジウォーター（英語）、フェアファックス \| N/A (ヨーヴィル・ユナイテッド[2]名義) \| \| カーディフ・シティ \| アストラド・マナハ（英語）、CCB Centre for Sporting Excellence（英語） \| N/A \| \| チチェスター&セルシー（英語） \| セルシー（英語）、The High Street Ground \| N/A \| \| クローリー・ワスプス（英語） \| ホーシャム、Camping World Community Stadium \| N/A \| \| ギリングハム（英語） \| ロチェスター、Rede Court Road \| N/A \| \| ハウンズロー（英語） \| ハンワース（英語）、Rectory Meadow \| N/A \| \| イプスウィッチ・タウン（英語） \| フィーリックストウ（英語）、The Goldstar Ground \| D1サウスイースト（英語版） N/A \| \| キーンシャム・タウン（英語） \| キーンシャム（英語）、Crown Field \| N/A \| \| ロンドン・ビーズ（英語） \| エッジウェア、ザ・ハイブ・スタジアム（英語） \| 選手権（英語版）、11位 \| \| ミルトン・キーンズ・ドンズ（英語） \| ミルトン・キーンズ、スタジアム MK \| N/A \| \| オックスフォード・ユナイテッド（英語） \| マーストン（英語）、Marsh Lane \| N/A \| \| プリマス・アーガイル（英語） \| プリマス、Manadon Sports Hub \| N/A \| \| ポーツマス \| ハヴァント（英語）、Westleigh Park \| N/A \| \| サウサンプトンFC（英語） \| トットン（英語）、Snows Stadium \| D1サウスウェスト（英語版）、N/A \| | ブリッジウォーター・ユナイテッドカーディフ・シティチチェスター&セルシークローリー・ワスプスギリングハムハウンズローイプスウィッチ・タウンキーンシャム・タウンロンドン・ビーズMK ドンズオックスフォード・ユナイテッドプリマス・アーガイルポーツマスサウサンプトンFC サザン・ディヴィジョンのクラブ所在地 (2021–22シーズン) |                                    |
| クラブ | 本拠地 | 順位 2020–21                       |
| ブリッジウォーター・ユナイテッド（英語） | ブリッジウォーター（英語）、フェアファックス | N/A (ヨーヴィル・ユナイテッド名義) |
| カーディフ・シティ | アストラド・マナハ（英語）、CCB Centre for Sporting Excellence（英語） | N/A                                |
| チチェスター&セルシー（英語） | セルシー（英語）、The High Street Ground | N/A                                |
| クローリー・ワスプス（英語） | ホーシャム、Camping World Community Stadium | N/A                                |
| ギリングハム（英語） | ロチェスター、Rede Court Road | N/A                                |
| ハウンズロー（英語） | ハンワース（英語）、Rectory Meadow | N/A                                |
| イプスウィッチ・タウン（英語） | フィーリックストウ（英語）、The Goldstar Ground | D1サウスイースト N/A               |
| キーンシャム・タウン（英語） | キーンシャム（英語）、Crown Field | N/A                                |
| ロンドン・ビーズ（英語） | エッジウェア、ザ・ハイブ・スタジアム（英語） | 選手権、11位                       |
| ミルトン・キーンズ・ドンズ（英語） | ミルトン・キーンズ、スタジアム MK | N/A                                |
| オックスフォード・ユナイテッド（英語） | マーストン（英語）、Marsh Lane | N/A                                |
| プリマス・アーガイル（英語） | プリマス、Manadon Sports Hub | N/A                                |
| ポーツマス | ハヴァント（英語）、Westleigh Park | N/A                                |
| サウサンプトンFC（英語） | トットン（英語）、Snows Stadium | D1サウスウェスト、N/A              |

## 歴代優勝クラブ
サザンディヴィジョン
※2014-2015シーズンから優勝チームはFA女子選手権（2017–2018シーズンまでFA WSL 2）へ昇格するようになった（ノースディヴィジョンのチームとプレーオフを行い、勝者が昇格する）。太字はプレーオフに勝利し昇格したチーム。
- 1998-1999 レディング・ロイヤルズ[3][疑問点 – ノート]
- 1999-2000 ベーリー・タウン[4][疑問点 – ノート]
- 2000-2001 ブライトン＆ホーヴ・アルビオン
- 2001-2002 フラム
- 2002-2003 ブリストル・ローヴァーズ
- 2003-2004 ブリストル・シティ (1990年代)（英語）[注釈 1]
- 2004-2005 チェルシー
- 2005-2006 カーディフ・シティ
- 2006-2007 ワトフォード
- 2007-2008 フラム
- 2008-2009 ミルウォール・ライオネセス
- 2009-2010 バーネット（現ロンドン・ビーズ）
- 2010-2011 チャールトン・アスレティック
- 2011-2012 ポーツマス
- 2012-2013 レディング
- 2013-2014 コヴェントリー・ユナイテッド（英語版）
- 2014-2015 ポーツマス
- 2015-2016 ブライトン・アンド・ホーヴ・アルビオン
- 2016-2017 トッテナム・ホットスパー
- 2017-2018 チャールトン・アスレティック
- 2018-2019 コヴェントリー・ユナイテッド
- 2019-2020（英語） なし（コロナ禍のためシーズン中止）
- 2020-2021（英語） なし（コロナ禍のためシーズン中止、ワトフォードが昇格[5]）

## 歴代スポンサー
- AXA - 保険・金融グループ （[いつ?]-2004年）
- ネイションワイド・ビルディング・ソシエティ - 住宅金融組合 （2004年-2007年）
- テスコ - 大手小売業者 （2007年-現在[いつ?]）